# رضوان عشيق
رضوان عشيق (21 أبريل 1972-)، هو حكم مساعد كرة قدم مغربي.
في عام 2018 اختار الإتحاد الدولي لكرة القدم رضوان عشيق، ضمن قائمة الحكام النهائية التي ستقود نهائيات كأس العالم فيفا روسيا 2018. سبق لرضوان عشيق أن مثًل التحكيم المغربي في مناسبتين في نهائيات كأس العالم في كل من جنوب إفريقيا 2010 والبرازيل 2014 في مباراة المركز الثالث بين منتخبي البرازيل وهولندا، حيث كان مساعدا لحكم الساحة الجزائري جمال حيمودي.

## روابط خارجية
- Oversikt over internasjonale kamper hos SoccerPunter.com
- FIFA-profil
- "رضوان عشيق". fifa.com. مؤرشف من الأصل في 2016-03-06. اطلع عليه بتاريخ 2011-02-10.
- "رضوان عشيق". data.7m.cn. مؤرشف من الأصل في 2015-12-22. اطلع عليه بتاريخ 2013-3-2.
- "رضوان عشيق". soccerpunter.com. مؤرشف من الأصل في 2016-03-07. اطلع عليه بتاريخ 2014-9-19.